# Our Dancing Daughters
Our Dancing Daughters, conocida en español como Hijas que bailan o Vírgenes modernas, es una película estadounidense de 1928 dirigida por Harry Beaumont y protagonizada por Joan Crawford, John Mack Brown, Dorothy Sebastian y Anita Page. La película fue lanzada por Metro-Goldwyn-Mayer (MGM) durante el apogeo de los «locos años veinte» y las flappers, y trata sobre la joven Diana Medford (Crawford) y sus dos amigas socialites, quienes llevan una vida llena de fiestas . Estrenada durante la transición del cine mudo al sonoro, la película tiene una banda sonora sincronizada mientras que los diálogos son inaudibles y con intertítulos. La escenografía estuvo a cargo de Cedric Gibbons e incorporó influencias de la arquitectura moderna, como los estilos art déco y moderne, dándole una reputación como uno de los diseñadores escénicos más vanguardistas de Hollywood.
La película atrajo a las audiencias por su contenido atrevido y se convirtió en un gran éxito comercial, recaudando $1.099.000 con un presupuesto de $178.000. La repercusión de Our Dancing Daughters convirtió a Crawford en una estrella, tras tres años y medio de roles menores en MGM. La película llevó al autor F. Scott Fitzgerald a decir famosamente que: «Joan Crawford es sin duda el mejor ejemplo de la flapper, la chica que se ve en los clubes nocturnos elegantes, ataviada hasta la cúspide de la sofisticación, jugueteando con vasos helados con una expresión remota y débilmente amarga, bailando deliciosamente, riendo mucho, con los ojos muy abiertos y dolidos. Jóvenes con talento para vivir». En la 2.ª edición de los Premios Óscar, Our Dancing Daughters estuvo nominada en las categorías de mejor escrito (Josephine Lovett) y mejor fotografía (George Barnes).

## Argumento
"Dangerous Diana" Medford es ostentosamente extravagante y popular, pero interiormente virtuosa e idealista, condescendiendo a sus padres al decirles que no se queden fuera hasta tarde. Su amiga Ann persigue a los chicos por su dinero y es tan inmoral como su madre.
Diana y Ann se sienten atraídas por Ben Blaine. Él interpreta el comportamiento coqueto de Diana con otros chicos como una señal de desinterés hacia él y se casa con Ann, quien ha mentido sobre sus virtudes. Bea, una amiga en común de Diana y Ann, también conoce y se casa con un pretendiente rico llamado Norman, quien la ama pero es atormentado por su pasado.
Diana se siente angustiada por un tiempo debido a los matrimonios de sus amigas con pasados cuestionables. Decide irse, y Bea organiza una ruidosa fiesta de despedida en el club náutico (completa con una escultura de hielo en forma de transatlántico). Ben declina asistir y también hace que Ann rechace la invitación. Esa misma noche, Ann espera encontrarse con su amante, Freddie, diciéndole a su esposo que va a ver a su madre enferma. Cuando su madre llama y Ben se da cuenta de que Ann le ha mentido una vez más, tienen una discusión y Ann sale furiosa para encontrarse con Freddie.
Ahora solo, Ben decide pasar por la fiesta, donde él y Diana se dan cuenta de su amor mutuo. Mientras tanto, una Ann borracha sigue a Freddie a la fiesta solo para encontrar a Ben y Diana juntos en una habitación tranquila. Ella causa un alboroto, después de lo cual tanto Diana como Ben dejan la fiesta declarando su amor pero finalmente despidiéndose el uno del otro.
Norman llega a la fiesta menguante y encuentra a Bea tratando de ayudar a la ebria Ann a llegar a casa. Al salir, Ann se burla de un trío de mujeres de limpieza y reflexiona sobre la estrategia de su madre y ella para buscar oro. Distraída por esto, tropieza y cae por un tramo de escaleras hasta su muerte. Los titulares anuncian el regreso de Diana a casa después de dos años de ausencia, tras lo cual ella y Ben se reencuentran felizmente.

## Reparto principal

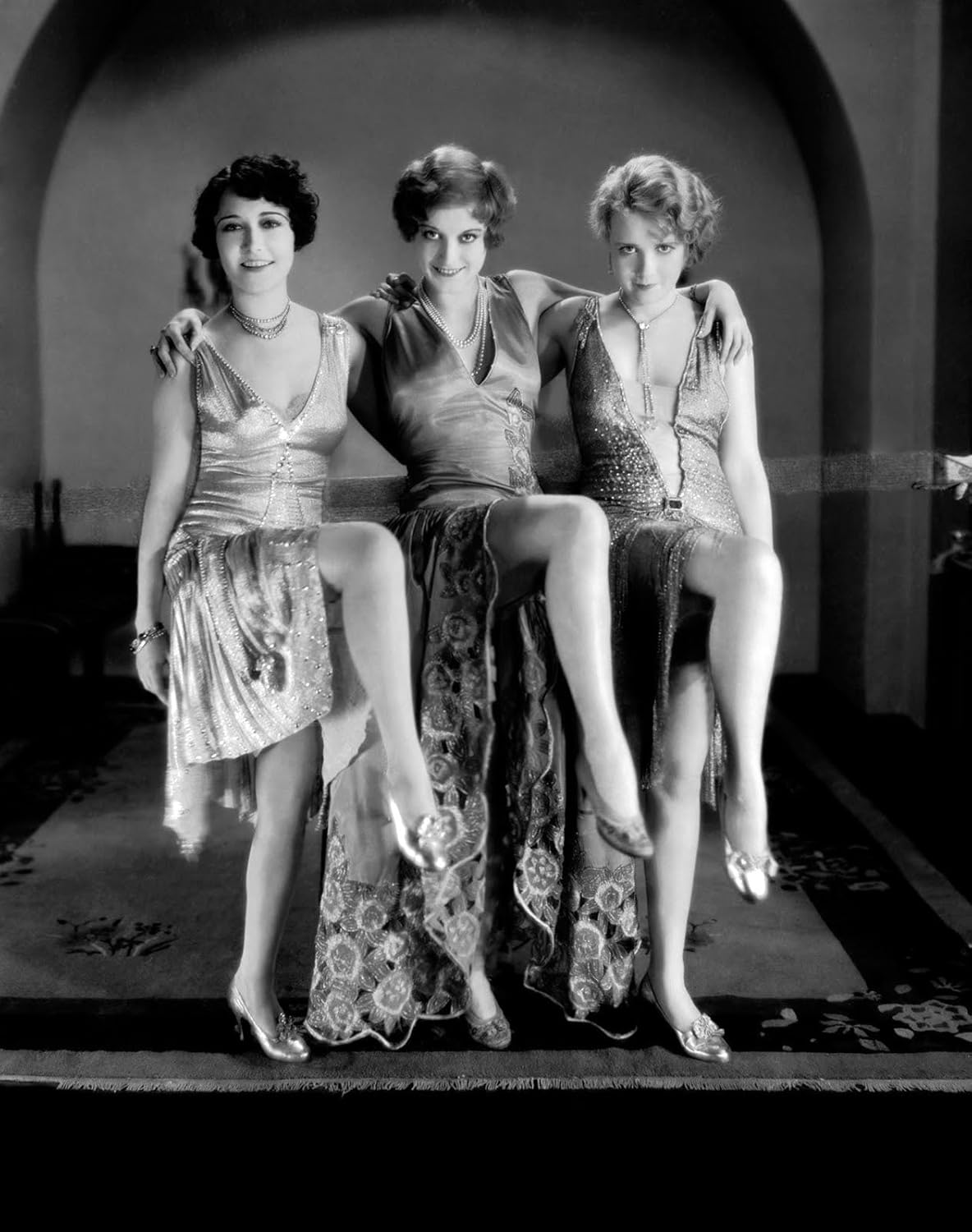
Dorothy Sebastian, Joan Crawford y Anita Page en la película.

- Joan Crawford – Diana Medford
- John Mack Brown – Ben Blaine
- Nils Asther – Norman
- Dorothy Sebastian – Beatrice
- Anita Page – Ann
- Kathlyn Williams – Madre de Ann
- Edward Nugent – Freddie
- Dorothy Cumming – Madre de Diana
- Huntley Gordon – Padre de Diana
- Evelyn Hall – Madre de Freddie
- Sam de Grasse – Padre de Freddie